# کوه مکان
کوه مکان (به لاتین: Mount Meakan) یک کوه و آتشفشان چینه‌ای در ژاپن است که در آشورو، هوکایدو واقع شده‌است. کوه مکان ۱٬۴۹۹ متر بالاتر از سطح دریا واقع شده‌است.